# Cristos Negru de Esquipulas
Cristos Negru de Esquipulas este o imagine a lui Iisus Răstignit venerat de milioane de credincioși din America Centrală care se află în Bazilica Esquipulas din orașul cu același nume din Guatemala, la 222 km de Ciudad de Guatemala 
Începând cu secolul al XVII-lea, este cunoscut sub numele de „Milagroso Señor de Esquipulas (Miraculosul Domn din Esquipulas)” sau, de asemenea, „Crucifixul miraculos care este venerat în orașul numit Esquipulas”. 
Sărbătoarea patronală de Esquipulas este sărbătorită pe 15 ianuarie. De asemenea, atunci când ajung în oraș cel mai mare număr de pelerini din Guatemala, El Salvador, Honduras, Mexic. 
Datorită numărului mare de imigranți din aceste țări din Statele Unite și din alte locuri, această dată este acum sărbătorită și în locuri precum Los Angeles, Phoenix-Arizona, New Jersey și New York. 

## Replici
Există o replică a lui Hristos din Esquipulas foarte venerată într-un mic oraș numit El Cuastecomate din Municipiul Ejutla, statul Jalisco, Mexic, unde locuitorii săi, pe baza multor sacrificii, au construit un mic și frumos sanctuar. În prezent, Hristos din Cuastecomate are o pagină pe Facebook și un videoclip pe YouTube cu o melodie dedicată lui Hristos de Esquipulas, patronul său, și interpretată de Banda Seren[ din San Miguel de Hidalgo. 
Există, de asemenea, o replică a lui Hristos în orașul Moroleón, Guanajuato din Mexic, care este venerată și de mii de devoți. În acest oraș este sărbătorit făcând un tur de noapte cu sute de lumânări aprinse de pelerinii care îl însoțesc pe Domnul de Esquipulitas pe străzile principale ale orașului. 
În Templul din San Andrés, care are o înălțime de peste doi metri și este venerat cu multă fervoare, există un Hristos de Esquipulas din Miahuatlán, Oaxaca, Mexic. 
El se găsește și în Templul Domnului din Encino din Aguascalientes (Aguascalientes), căruia i-ar crește brațul stâng, după spusele localnicilor. Legenda spune că un vecin din oraș a tăiat trunchiul unui stejar când a găsit brusc în interiorul lemnului imaginea lui Iisus Hristos. De atunci, apariția miraculoasă este sărbătorită în fiecare 13 noiembrie în cartierul Triana, unde se află biserica. 
Alte replici ale aceluiași sculptor sunt venerate în orașul Juayúa, El Salvador, cu aceeași fervoare ca cel din Esquipulas, și în Alajuelita, Costa Rica, unde biserica care îi poartă numele a fost numită Altarul Național și este vizitat în fiecare 15 ianuarie de mii de pelerini care participă la misa transmisă în mod tradițional de Arhiepiscopul San José. Ca tradiție, credincioșii aduc masa de prânz și își întind fețele de masă în aer liber, pe pășuni. În Nicaragua, imaginea miraculoasă a Hristosului Negru din orașul El Sauce, León este, de asemenea, venerat și sărbătorit. 
În orașul Villahermosa Tabasco, este venerată imaginea Domnului de Esquipulas, o imagine replică a originalului, care a fost ascunsă în timpul persecuției catolice condusă de Tomas Garrido și care astăzi se află în parohia San Antonio de Padua, Parrilla. 
Părăsind zona din America Centrală, în Anzii Venezueleni, în special în satul El Paramito situat în statul Mérida, în 1997 a fost construită o capelă pentru a venera Hristosul Negru din Esquipulas. Într-adevăr, pelerini din toată Venezuela vin să îl venereze. 
La fel, în Anzii Ecuadorieni, un alt Hristos se păstrează în Biserica La Paz din Quito, a cărei capelă din dreapta este dedicată Cristosului Răstignit din Esquipulas, în fața unei frumoase replici donate de familia Villacorta, de origine salvadoriană și așezată în Ecuador mulți ani. 
Pe 13 septembrie 2013, Frăția lui Hristos din Esquipulas a fost înființată în eparhia din Phoenix, statul Arizona din SUA, odată cu sosirea replicii lui Hristos în acest loc.  
În biserica San Patricio de Lorca există un tablou cu imaginea lui Hristos din Esquipulas, opera lui Muñoz Barberán, o replică a unei lucrări distruse în războiul civil. 
Pe 6 ianuarie 2018, o replică a lui Hristos Negru de Esquipulas a fost livrată Bisericii San Isidro din Pompano Beach, Florida. 
Există, de asemenea, o replică în regiunea Tierra Caliente, în zona statului Guerrero, mai exact în orașul Altamirano, unde este patronul parohiei Domnului de Esquipulas venerat de populația întregului ținut mexican Tierra Caliente, Guerrero și Michoacan. Sărbătoarea lor constă în 10 zile de festivități, 9 de procesiune și hramul pe 15 ianuarie, ca de obicei în alte locuri cu replici. Procesiunile se desfășoară începând cu 6 ianuarie de Bobotează și se termină pe 14 ianuarie, cu procesiunea mare care se încheie între orele 00:30 și 14:00 pe 15, în funcție de numărul de mese pe care oamenii le-au așezat ca să-l primească.  

## Date istorice și sincretism
Încă de la sosirea spaniolilor pe noul continent, Esquipulas a fost un loc de pelerinaj cunoscut în America Centrală, pentru că acolo era venerat zeul războinic de culoare neagră Ek Chuah. Pe vechea bază maya s-a dezvoltat un sincretism în care s-au amestecat vechile obiceiuri cu noile credințe, astfel încât nativii au continuat să se închine aceluiași zeu, dar cu un nume nou. Arheologul, antropologul, istoricul și scriitorul guatemalez, Carlos Navarrete , indică într-un interviu povestea din spatele lui Hristos Negru din Esquipulas: 
 La mayași, era obișnuit ca zeii să fie asociați cu lumea de dincolo, cu întunericul, de exemplu Ek Chuah, cu Hristosul din Esquipulas. Sincretismul vine cu siguranță de la zeități de culoare închisă. Ele pot fi două: Ek Chuah, zeitatea negustorilor sau Ek Balam Chuah, puma neagră a miezului nopții sau puma neagră a întunericului care se află în adâncul pământului, acolo este sălașul său. Nu este ceva care se petrece de la un moment la altul, ci este un proces foarte lung. Hristosul Negru a fost făcut negru dintr-un motiv necunoscut. 
 După cucerirea localității numită mai târziu Esquipulas în 1530, misionarii spanioli au început munca de evanghelizare a populațiilor cucerite. În anul 1594, când religia catolică prinsese deja rădăcini, localnicii au profitat de o recoltă mare de bumbac și au decis să comande o imagine a lui Iisus răstignit. 
Din acest cont, Don Cristóbal de Morales, l-a angajat pe sculptorul portughez Quirio Cataño care locuia la acea vreme în orașul Santiago de los Caballeros de Guatemala pentru a crea această imagine. Artistul a livrat lucrarea încredințată pe 4 octombrie a aceluiași an.   
Tradiția spune că scuptorul Quirio Cataño a folosit un lemn închis la culoare la sculptarea imaginii lui Hristos, astfel încât să semene cât mai mult cu pielea locuitorilor din Esquipulas, descendenți ai etniei Chortí. Potrivit însă arhitectului Eduardo Andrade, în timpul restaurării sale s-a descoperit că, inițial, lemnul fusese deschis la culoare și că anii de expunere la fumul lumânărilor și mâinile a milioane de credincioși i-au dat culoarea sa închisă caracteristică. 